# ニューワールド・ピクチャーズ
ニューワールド・ピクチャーズ（ニュー・ワールド・ピクチャーズ、New World Pictures）社は、ロジャー・コーマンと弟のジーン・コーマンが1970年に設立した米国のインディペンデント映画の製作・配給会社。ニューワールド・ピクチャーズは設立当初から低予算のエクスプロイテーション映画やティーン向け映画に専念した。そのきっかけは、『またまたあぶない看護婦』（1970年、ステファニー・ロスマン監督）とその4本の続編（いわゆる「看護婦もの」）である。後に「女囚もの」「ギャングもの」「暴走もの」「環境怪物もの」などの新しいジャンルが次々加わることになる。
ニューワールド・ピクチャーズは、若い才能に映画を製作する機会を与えることで後に大変有名となる。ロスマン、ジョー・ダンテ（編集を担当）、ポール・バーテル（1975年監督作『デス・レース2000年』）、ジェームズ・キャメロン（1981年監督作『殺人魚フライングキラー』）、ジョナサン・デミ（1974年監督作『女刑務所/白昼の暴動』）、ロン・ハワード（1977年監督作『バニシングIN TURBO』）、ステーブ・カーヴァー（1974年監督作『ビッグ・バッド・ママ』）、ジョン・セイルズ（『ピラニア』（1978年）、『宇宙の7人』（1980年）の脚本担当）、ゲイル・アン・ハード（製作を担当）など、低予算の環境でキャリアをスタートさせた。
また、役者としてもチャック・ノリス、デビッド・キャラダイン、シルベスター・スタローン、タリア・シャイアなども、キャリアのごく初期にこの会社の作品に出演していたことがある。
B級映画の製作・配給だけでなく、実は世界中の巨匠たちの作品の全米配給を行っていた。『叫びとささやき』（1971年）と『秋のソナタ』（1978年、両方ともイングマール・ベルイマン監督）、『フェリーニのアマルコルド』（1973年、フェデリコ・フェリーニ監督）、『アデルの恋の物語』（1975年）と『トリュフォーの思春期』（1976年、両方ともフランソワ・トリュフォー監督）、『デルス・ウザーラ』（1975年、黒澤明監督。アカデミー賞外国語映画賞受賞）、『ブリキの太鼓』（1979年、フォルカー・シュレンドルフ監督。アカデミー賞外国語映画賞受賞）、『アメリカの伯父さん』（1980年、アラン・レネ監督）などである。
また、『子連れ狼』（1972年、三隅研次監督）は、再編集を行って"Lone Wolf and Cub: Baby Cart at the River Styx"という形で公開し、当時観客だったクエンティン・タランティーノらに影響を与えた。
1983年にコーマンが、ニューワールド・ピクチャーズを売却すると、かつての面影はほとんど無くなった。その後はテレビ番組の制作で永らえていたが、同事業は1991年にソニー・ピクチャーズへ売却した。
1992年にニューワールド・コミュニケーションズへ社名を変更した後は地方でも大規模な都市のテレビ局を次々と買収し、CBSネットワークの加盟局では最大規模のオーナーとなる。しかしながら、テレビ局の買収費用が重荷になったところで、1994年に新興ネットワーク・フォックス放送のオーナーであるニューズ・コーポレーションからの増資を伴う、資本提携に合意。当時、フォックス放送は1994年からのNFL・NFCの放映権をCBSに代わって獲得しており、目玉番組を全米に届けるネットワークの強化に取り組んでいた。結果、ニューワールド・コミュニケーションズが保有していたテレビ局のうち、12の局が1994年秋にフォックス放送へネットチェンジを果たした。この出来事は翌年のウェスチングハウスによるCBSの買収、ウォルト・ディズニーによるキャピタルシティーズ・ABCの買収にも影響を与え、全米各地でも地方テレビ局のネットチェンジが相次ぐことになる。
1996年7月にはニューズ・コーポレーションがニューワールド・コミュニケーションズを完全子会社にし、現在ではフォックス・コーポレーションの直営テレビ局運営部門、フォックス・テレビジョン・ステーションズがニューワールドが保有していた地方局を運営している。